# Ridderade
Ridderade gehört zum Ortsteil Heiligenloh der Stadt Twistringen im niedersächsischen Landkreis Diepholz.

## Geografie und Verkehrsanbindung
Der Ort liegt südwestlich der Kernstadt Twistringen und südöstlich des Kernortes Heiligenloh. Unweit nördlich des Ortes verläuft die B 51, westlich fließt die Heiligenloher Beeke, südlich liegt das Horstmannsche Schlatt.

## Geschichte
Bis 1974 gehörte der Ortsteil Ridderade zur Gemeinde Heiligenloh. Diese Gemeinde war gleichzeitig eine Mitgliedsgemeinde der Samtgemeinde Heiligenloh. Durch die Kommunalreform 1974 gehört Ridderade zur Stadt Twistringen. Gemeinde und Samtgemeinde Heiligenloh wurden aufgelöst und ebenfalls Teile der Stadt Twistringen. Zusammen wurde man 1977 ein Teil des Landkreises Diepholz. Davor gehörte man zum Landkreis Grafschaft Hoya, der aufgelöst wurde. Ridderade  liegt an der B 51, wo bis 1977 die Kreisgrenze verlief.

## Infrastruktur
- In Ridderade gibt es keine Straßenbezeichnungen, sondern nur Hausnummern, nach denen sich Einwohner, Postboten, Lieferanten und Besucher orientieren müssen.
- Im Ort befindet sich das Dorfmuseum Ridderade.